# 真白みのり
真白 みのり（ましろ みのり、2001年1月17日 - ）は、日本のAV女優。Mine'S所属。

## 経歴
2022年5月、ABC/妄想族でAVデビューした。2023年7月24日週、FANZA動画フロアランキングにて、出演した『【VR】●●大学TENNISサークル合宿旅行VR ～忘れられないひと夏の乱交な YOASOBI 2O23～』（unfinished VR）が1位を記録。

## 作品

### アダルトビデオ
2022年
- 中イキ志願AVdeviewー！「真白みのり」料理大好きエプロンからはみ出ちゃうEcapp巨乳＆デカ尻を武器にSEX中 iki挑戦！（5月13日、ABC/妄想族）
- デカ尻美少女狩り（6月24日、豊彦）
- 【女学生と過激性交】童顔でムチムチ巨乳のHmanga大好き脳内変態嬢 ＃offpaco娘とホtelお籠もり淫乱絶頂SEX （7月9日、オーロラプロジェクト・アネックス）
- お口もアソコも俺らの共同所有物 クラスの性処理女子学生（10月11日、オーロラプロジェクト・アネックス）
- おねだりKISS 甘え上手な女子校生はヨダレまみれのキスが好き みのり（11月3日、アキノリ）
- 放課後はここに来てオジサンに弄ばれています…。（11月20日、プラネットプラス）

2023年
- 僕専用 スク水M美少女（1月20日、プラネットプラス）
- 放課後、デカ尻・黒パンストの同級生とヤリまくった（2月23日、アキノリ）
- よぉ！姉ちゃんいい尻してるなぁ 真白みのり チェキセット（3月9日、レイディックス）

2024年
- 【SP特典版】おいでよ！ 日本女子○生博覧会-ジョシ博！！- 6種＋1のパビリオン・ブースを開設！ 乳比べ！キス比べ！ハメ比べ！で女子○生の生態を徹底究明！（9月12日、SODクリエイト）

### イメージビデオ
- Aも好きです（2022年12月23日、サムバディ）

## 出演

### テレビ
- もう!バカリズムさんの超H! #46（2023年7月31日、フジテレビONE）

### 映画
- オレとアニキと五人の女たち（2023年12月2日、監督：髙原秀和、オーピー映画）- 葵 役[4][5]